# Zvenigorodskaja
Zvenigorodskaja (in russo:Звенигородская) è una stazione situata sulla Linea Frunzensko-Primorskaya, la Linea 5 della Metropolitana di San Pietroburgo. È stata inaugurata il 20 dicembre 2008.
Si tratta anche di una stazione di interscambio, con Pushkinskaya della Linea 1.